# Yann Kermorgant
Yann Kermorgant (ur. 8 listopada 1981 w Vannes) – francuski piłkarz występujący na pozycji napastnika w Reading.

## Kariera
Kermorgrant seniorską karierę rozpoczynał w 2002 roku w klubie Vannes OC z CFA. Spędził tam 2 lata, a w 2004 roku odszedł do SO Châtellerault, również grającego w CFA. W 2005 roku został graczem zespołu Grenoble Foot 38 z Ligue 2. W tych rozgrywkach zadebiutował 29 lipca 2005 roku w przegranym 0:3 pojedynku z Amiens SC. 16 sierpnia 2005 roku w wygranym 2:1 spotkaniu ze Stade Lavallois strzelił pierwszego gola w Ligue 2. Po 2 latach spędzonych w Grenoble, odszedł do Stade de Reims, także występującego w Ligue 2. Jego barwy reprezentował również przez 2 lata.
W 2009 roku Kermorgrant podpisał kontrakt z angielskim Leicester City, grającym w Championship. W lidze tej pierwszy mecz zaliczył 26 września 2009 roku przeciwko drużynie Preston North End (1:2). 2 maja 2010 roku w wygranym 2:0 pojedynku z Middlesbrough zdobył pierwszą bramkę w Championship.
Latem 2010 roku został wypożyczony do francuskiego AC Arles-Avignon. W jego barwach zadebiutował 7 sierpnia 2010 roku w przegranym 1:2 spotkaniu rozgrywek Ligue 1 z FC Sochaux-Montbéliard. 25 września 2010 roku w przegranym 1:2 meczu z Montpellier HSC strzelił pierwszego gola w Ligue 1.